# Xiao Aihua
Xiao Aihua (16 de marzo de 1971) es una deportista china que compitió en esgrima, especialista en la modalidad de florete.
Ganó dos medallas de bronce en el Campeonato Mundial de Esgrima, en los años 1990 y 1999.
Participó en cuatro Juegos Olímpicos de Verano, ocupando el quinto lugar en Seúl 1988 (prueba por equipo), el sexto en Barcelona 1992 (equipo), el sexto en Atlanta 1996 (individual) y el quinto en Sídney 2000 (individual).

## Palmarés internacional
| Campeonato Mundial | Campeonato Mundial   | Campeonato Mundial | Campeonato Mundial  |
| Año                | Lugar                | Medalla            | Prueba              |
| ------------------ | -------------------- | ------------------ | ------------------- |
| 1990               | Lyon (Francia)       | Medalla de bronce  | Florete por equipos |
| 1999               | Seúl (Corea del Sur) | Medalla de bronce  | Florete por equipos |